# Belfort – Montbéliard TGV
Belfort – Montbéliard TGV – stacja kolejowa TGV, położona w gminie Meroux, pomiędzy Belfort i Montbéliard, w departamencie Territoire de Belfort, w regionie Burgundia-Franche-Comté.
Jest to jedna z dwóch nowych stacji wybudowanych na LGV Rhin-Rhône, razem dworcem Besançon Franche-Comté TGV. Podobnie jak ten drugi otrzymał certyfikat wysokiej jakości środowiska (HQE), ponieważ 75% zużycia energii pochodzi ze źródeł odnawialnych.
Jej uruchomienie nastąpiło 11 grudnia 2011 roku. Spodziewane jest, że z usług dworca skorzysta około 1 milion pasażerów rocznie.
Znajduje się w gminie Meroux, 9 km od Belfort i 18 km od Montbéliard, co daje mu status stacji dla całego obszaru miejskiego Belfort-Montbéliard-Héricourt-Delle, a także poprzez przyległe linie kolejowej dla pobliskiej Szwajcarii.
Linia kolejowa Belfort – Delle powinna zostać ponownie otwarta w 2015 roku jako element integracji z koleją dużej prędkości. W takim wypadku możliwe jest zorganizowanie połączeń TER Franche-Comté z Belfort do Szwajcarii.
Stacja zajęła pierwsze miejsce pod względem satysfakcji klientów, jak wynika z sondażu przeprowadzonego przez SNCF w styczniu 2012 roku na 70 stacjach.